# Ylimmäinen (sjö i Kouvola, Kymmenedalen, 61,05 N, 26,25 Ö)
Ylimmäinen är en sjö i kommunen Kouvola i landskapet Kymmenedalen i Finland. Sjön ligger 74,4 meter över havet. Arean är 53 hektar och strandlinjen är 4,46 kilometer lång. Sjön  ingår i Kymmene älvs huvudavrinningsområde.   Den ligger omkring 74 km nordväst om Kotka och omkring 120 km nordöst om Helsingfors. 